# 马尔库舍夫斯科耶农村居民点
马尔库舍夫斯科耶农村居民点（俄语：Маркушевское сельское поселение）是俄罗斯联邦沃洛格达州塔尔诺加区所属的一个农村居民点。其下辖有19个居民点，行政中心为扎列奇耶。据2015年统计，该农村居民点的人口为624人。